# Орацио Фарнезе
Вижте пояснителната страница за други личности с името Орацио Фарнезе.
Орацио Фарнезе (на италиански: Orazio Farnese, * февруари 1531, дворец във Валентано, † 18 юли 1553, Еден, Кралство Франция) е трети херцог на Кастро от 1547 г. до смъртта си.

## Произход
Той е най-малкото дете на Пиер Луиджи II Фарнезе (* 1503, † 1547), херцог на Кастро и херцог на Парма и Пиаченца, и на съпругата му Джеролама Орсини (* ок. 1503, † 1569). Негови дядо и баба по бащина линия са папа Павел III и метресата му Силвия Руфини, а по майчина – граф Луиджи Орсини и Джулия Конти. Има трима братя и една сестра:
- Алесандро Млади (* 1520; † 1589), епископ на Парма и кардинал декан
- Витория (* 1521; † 1602), херцогиня на Урбино като съпруга на Гуидобалдо II дела Ровере
- Отавио (* 1524; † 1586), херцог на Парма и Пиаченца, херцог на Кастро, съпруг на Маргарита Пармска
- Ранучо (* 1530; † 1565), архиепископ на Неапол и кардинал, меценат

## Биография
Той е роден в периода между оттеглянето на баща му в личния живот и издигането на дядо му Павел III до папството. 
През 1543 г., съгласно политиката на равно разстояние между Кралство Франция и Империята, следвана от Павел III, Орацио е изпратен да научи традициите на рицарството в двора на краля на Франция Франсоа I. През юни 1547 г. агентите на папата и тези на френския крал Анри II подписват договор относно брака между Орацио и Диана, извънбрачна дъщеря на краля. Орацио получава обещаното Херцогство Кастро, 200 000 скуди и доход от 25 000 скуди, установен в Италия.
След смъртта на баща си през 1547 г. получава Херцогство Кастро и позицията на префект на Рим. През 1551 г., по време на Пармската война, Орацио губи позицията на префект на Рим и завзема Херцогство Кастро с папски гарнизони, разположени във всяка крепост. През 1552 г., след като е сключен мир, папа Юлий III му връща херцогството.

Бракът между Орацио и Даяна е отпразнуван в Париж на 13 февруари 1553 г. Управлението на съпрузите е изцяло поето от крал Анри II.
През лятото на 1553 г., когато Орацио е в Еден, малък граничен град в Артоа, херцог Емануил Филиберт Савойски предприема обсада на града от името на император Карл V: на 18 юли 1553 г. Орацио е убит от аркебуз, оставяйки Диана вдовица след само 5 месеца и пет дни брак. Тя се връща във френския двор. Понеже Орацио няма деца, Херцогство Кастро отива в ръцете на брат му Отавио Фарнезе.

## Брак и потомство
∞ 13 февруари  1553 в Париж за Диана дьо Валоа-Ангулем  (25 юли 1538, Париж, Кралство Франция – 11 януари 1619, пак там), извънбрачна дъщеря на краля на Франция Франсоа I, от която няма деца.